# Semafor – léta šedesátá
Semafor – léta šedesátá (2011) je box s jedenácti CD, reedice všech deseti studiových alb Semaforu vydaných v letech 1964–1971 doplněná bonusy. Bonusy jsou vybrány tak, aby se příliš nepřekrývaly s výběry ze série Písničky ze Semaforu. Jednotlivá CD jsou v obalech graficky užívající původní obaly gramofonových desek, součástí boxu je také sedmdesátistránková knížečka s doprovodným textem Lukáše Berného a obrázky. Doplňující text napsal Vladimír Just.

## Seznam CD
1. Jiří Suchý – Písničky (1964) + bonusy
2. Plná hrst písniček / Hraj hraj hraj (1965) + bonusy
3. Kdyby tisíc klarinetů (1965) + jako bonus živé album Zuzana není pro nikoho doma (1964)
4. Dobře placená procházka (1965) + bonusy
5. Vánoční pohlednice (1967) + bonus + zvláštní bonus deska týkající se Semaforu z kompletu Divadla malých forem (1965)
6. Zločin v šantánu (1967) + bonusy
7. Toulaví zpěváci (1969) + bonusy
8. Jonáš a Dr. Matrace (1969) + bonusy
9. Ďábel z Vinohrad (1970) + bonusy
10. Básníci a sedláci / Revizor v šantánu (1971) + bonusy
11. Sardinka a jiné rarity – bonusový disk

## Seznam písniček

### Jiří Suchý – Písničky
1. Letní den (Bennie Benjamin a George David Weiss / Jiří Suchý)
hovoří Jiří Suchý, zpívají Vlasta a Viktor Sodomovi, hraje Akord club
2. Blues pro tebe (Jiří Suchý / Jiří Suchý)
zpívá Jiří Suchý, hrají Jiří Bažant (klavír), Luděk Hulan (kontrabas), Vladimír Tomek (kytara)
3. Bílá myška v deliriu
zpívají Jiří Suchý a Vilém Rogl, hraje Akord club
4. Metamorfózy (Jaroslav Jakoubek / Jiří Suchý)
zpívá Jiří Suchý, hrají Jiří Bažant (klavír), Luděk Hulan (kontrabas), Vladimír Tomek (kytara)
5. Blues na cestu poslední (Jiří Suchý / Jiří Suchý)
zpívá Jiří Suchý, hrají Jiří Bažant (klavír), Luděk Hulan (kontrabas), Vladimír Tomek (kytara)
6. Já žiju dál (Jiří Suchý / Jiří Suchý)
zpívá Jiří Suchý, hrají Jiří Bažant (klavír), Luděk Hulan (kontrabas), Vladimír Tomek (kytara)
7. Blues o zmoklé slepici (Jaroslav Jakoubek / Jiří Suchý)
zpívají Jiří Suchý, hraje Trio Milana Dvořáka
8. Barvy – laky
zpívají Jiří Suchý a Pavlína Filipovská, hraje Ferdinand Havlík se svým orchestrem
9. Malé kotě
zpívají Jiří Suchý a Waldemar Matuška, hraje Ferdinand Havlík se svým orchestrem
10. Malý blbý psíček
zpívá Jiří Suchý, hraje Ferdinand Havlík se svým orchestrem
11. Želví blues (Jiří Suchý / Jiří Suchý)
zpívá Eva Pilarová, hraje Ferdinand Havlík se svým orchestrem
12. Svítání (Josef Suchánek / Jiří Suchý)
zpívá Jiří Suchý, hraje Trio Milana Dvořáka
13. Zlá neděle
zpívá Jiří Suchý, hraje Trio Milana Dvořáka
14. Blues o stabilitě
zpívá Jiří Suchý, hraje Ferdinand Havlík se svým orchestrem
15. Tu krásu nelze popsat slovy
zpívají Jiří Suchý a Jiří Šlitr, hraje Ferdinand Havlík se svým orchestrem
16. V kašně
zpívají Jiří Suchý a Jiří Šlitr, hraje Malá skupina orchestru Karla Vlacha

bonusy
1. Trilobit se diví (Jiří Sternwald / Josef Kainar)
zpívají Ljuba Hermanová a Jiří Suchý, hraje Karel Vlach se svým orchestrem
2. února 1962, studio Strahov
2. Kaňonem takhle k večeru
zpívají Jiří Suchý, Karel Štědrý a sbor, hraje Ferdinand Havlík se svým orchestrem
28. března 1962, studio Strahov
3. Starodávné brýle
zpívá Jiří Suchý a sbor, hraje Karel Vlach se svým orchestrem
9. října 1962, studio Strahov
4. Škrhola
zpívá Jiří Suchý a sbor, hraje Ferdinand Havlík se svým orchestrem
29. března 1962, studio Strahov
5. Koupil jsem si knot
zpívá Jiří Suchý, hraje Ferdinand Havlík se svým orchestrem
28. března 1962, studio Strahov
6. Tak jak ten Adam
zpívá Jiří Suchý a sbor, hraje Swing Band Ferdinanda Havlíka
29. března 1962, studio Strahov
7. Vyvěste fangle
zpívá Jiří Suchý a sbor, hraje Ferdinand Havlík se svým orchestrem
8. října 1962, studio Strahov
8. Modré punčochy
zpívá Jiří Suchý, hraje Ferdinand Havlík se svým orchestrem
22. listopadu 1962, studio Strahov
9. Klementajn (tradicional / Jiří Suchý)
zpívá Jiří Suchý, hraje Karel Vlach se svým orchestrem
21. února 1963, studio Strahov
10. Honky tonky blues
zpívá Jiří Suchý a sbor, hraje Rudolf Rokl (klavír), Taneční orchestr Československého rozhlasu, řídí Josef Vobruba
7. ledna 1964, Československý rozhlas
11. Zlá neděle
zpívá Hana Hegerová, hraje Smyčcový orchestr, řídí Dalibor Brázda
4. února 1963, studio Domovina
12. Purpura
zpívají Jiří Suchý, Pavlína Filipovská a Sbor Lubomíra Pánka, hraje Ferdinand Havlík se svým orchestrem
20. října 1962, studio Strahov

### Plná hrst písniček / Hraj hraj hraj
1. Plná hrst
zpívají Jiří Suchý a Pavlína Filipovská, hraje Ferdinand Havlík se svým orchestrem
2. Bílá myška
zpívá Jiří Suchý, hraje Ferdinand Havlík se svým orchestrem
3. Betty
zpívají Jiří Suchý a Pavlína Filipovská, hraje Ferdinand Havlík se svým orchestrem
4. V kašně
zpívají Jiří Suchý a Jiří Šlitr, hraje Ferdinand Havlík se svým orchestrem
5. Zlá neděle
zpívá Jiří Suchý, hraje Trio Milana Dvořáka
6. Krajina posedlá tmou
zpívají Jiří Suchý a Sbor Lubomíra Pánka, hraje Ferdinand Havlík se svým orchestrem
7. Blues o světle
zpívá Jiří Suchý, hraje Taneční orchestr Československého rozhlasu, řídí Karel Krautgartner
8. Dívka, kterou zkazil svět (Duke Ellington / Jiří Suchý)
zpívá Jiří Suchý, hraje Trio Milana Dvořáka
9. Půl párku (Louis Singer a Hy Zaret / Jiří Voskovec a Jan Werich)
zpívá Jiří Suchý, hraje Ferdinand Havlík se svým orchestrem
10. Už dávno nejsem dítě (Frank Perkins / Jiří Suchý)
zpívají Jana Malknechtová a Jiří Suchý, hraje Trio Milana Dvořáka
11. Pozvání (Cole Porter / Jiří Suchý)
zpívají Jiří Suchý a Pavlína Filipovská, hraje Ferdinand Havlík se svým orchestrem
12. Množení (Burton Lane / Jiří Voskovec a Jan Werich)
zpívají Jiří Suchý a vokální kvarteto, hraje Taneční orchestr Československého rozhlasu, řídí Josef Votruba
13. Není-li tu ta... (Burton Lane / Jiří Voskovec a Jan Werich)
zpívá Jiří Suchý, hraje Taneční orchestr Československého rozhlasu, řídí Josef Votruba
14. Po ulici bloumat (Frank Loesser / Jiří Suchý)
zpívají Jiří Suchý, Pavlína Filipovská, Lilka Ročáková a Vlasta Kahovcová, hraje Ferdinand Havlík se svým orchestrem
15. Hraj, hraj, hraj (Charles Hutchison Gabriel / Jiří Suchý)
zpívají Jiří Suchý a dívčí sbor, hraje Ferdinand Havlík se svým orchestrem

bonusy
1. Říkají lidé někteří (Henry Marshall a Stanley Murphy / Jiří Suchý)
zpívají Jiří Jelínek a Richard Kubernát, hraje Taneční orchestr Československého rozhlasu, řídí Karel Krautgartner
14. ledna 1961, studio Strahov
2. Moritat (Kurt Weill / Jiří Suchý)
zpívá Miloš Kopecký, hraje Komorní instrumentální soubor, diriguje Vlastimil Pinkas
5. září 1963, studio Strahov
3. Zčervená
zpívají Jiří Jelínek a Sbor divadla Semafor, hraje Taneční orchestr Československého rozhlasu, řídí Josef Votruba
5. prosince 1963, Československý rozhlas
4. Oči sněhem zaváté
zpívají Karel Gott a Sbor Lubomíra Pánka, hraje Taneční orchestr Československého rozhlasu, řídí Josef Votruba
1963, Československý rozhlas
5. Sáně
zpívají Karel Gott a sbor, hraje Ferdinand Havlík se svým orchestrem
17. května 1963, studio Strahov
6. Život je pes
zpívají Pavel Sedláček a sbor, hraje Big Beatová skupina Divadla Semafor
12. září 1963, studio Strahov
7. Z mého života
zpívá Hana Hegerová, hraje Jiří Šlitr (jonika)
8. července 1963, studio Strahov
8. Motýl
zpívají Jana Malknechtová a Jiří Jelínek, hraje Ferdinand Havlík se svým orchestrem
17. května 1963, studio Strahov
9. Zdvořilý Woody
zpívá Karel Gott a Soubor divadla Semafor, hraje Ferdinand Havlík se svým orchestrem
13. dubna 1963, divadlo Semafor
10. Ach, ta láska nebeská, verze bez textu
zpívá Smíšený sbor, hraje Ferdinand Havlík se svým orchestrem
7. dubna 1962, studio Strahov

### Kdyby tisíc klarinetů
1. Babetta – pochod
hraje Karel Vlach se svým orchestrem
2. Tereza
zpívá Waldemar Matuška, hraje Rytmická skupina a Rudolf Rokl (klavír)
3. V opeře
zpívají Hana Hegerová, Karel Gott a Waldemar Matuška, hraje Taneční orchestr Československého rozhlasu, diriguje Karel Krautgartner
4. Kapitáne, kam s tou lodí
zpívají Pavlína Filipovská, Karel Gott a Jiří Kysilka, hraje Ferdinand Havlík se svým orchestrem
5. Míč
zpívají Jiří Suchý, Jiří Šlitr a Kühnův dětský sbor, hraje Ferdinand Havlík se svým orchestrem
6. Tak abyste to věděla
zpívají Hana Hegerová, Karel Gott a Waldemar Matuška, hraje Ferdinand Havlík se svým orchestrem
7. Tereza
zpívají Waldemar Matuška a Karel Gott, hraje Taneční orchestr Československého rozhlasu, řídí Dalibor Brázda
8. Glory
zpívají Karel Gott, Eva Pilarová, Waldemar Matuška a dívčí sbor, hraje Taneční orchestr Československého rozhlasu, řídí Karel Krautgartner
9. Babetta
zpívají Jiří Šlitr, Jiří Suchý a sbor, hraje Ferdinand Havlík se svým orchestrem
10. Satchmo
zpívají Jiří Jelínek a Eva Pilarová, hraje Ferdinand Havlík se svým orchestrem
11. Dotýkat se hvězd
zpívají Karel Gott a Eva Pilarová, hraje Taneční orchestr Československého rozhlasu, řídí Karel Krautgartner
12. Choď po špičkách
zpívá Hana Hegerová, hrají Rudolf Rokl (klavír), Luděk Hulan (kontrabas) a Ivan Dominák (bicí)
13. Spím
zpívá Karel Gott, hraje Taneční orchestr Československého rozhlasu, řídí Karel Krautgartner
14. Tereza, instrumentální verze
hraje Taneční orchestr Československého rozhlasu, řídí Dalibor Brázda

bonusy: Zuzana není pro nikoho doma (živě)
1. Co je blues
zpívají Jana Malknechtová, Milan Drobný, Hana Hegerová, Pavlína Filipovská a Jiří Jelínek, hraje Ferdinand Havlík se svým orchestrem
2. Theo, já tě mám ráda (Jiří Suchý / Jiří Suchý)
zpívá Jana Malknechtová, hraje Ferdinand Havlík se svým orchestrem
3. Barová lavice
zpívá Hana Hegerová, hraje Ferdinand Havlík se svým orchestrem
4. Zčervená
zpívají Jiří Jelínek a soubor divadla Semafor, hraje Ferdinand Havlík se svým orchestrem
5. Kapitáne, kam s tou lodí
zpívá Pavlína Filipovská, hraje Ferdinand Havlík se svým orchestrem
6. Oči sněhem zaváté
zpívá Karel Gott, hraje Ferdinand Havlík se svým orchestrem
7. Zdvořilý Woody
zpívají Karel Gott a soubor divadla Semafor, hraje Ferdinand Havlík se svým orchestrem
8. Zuzana není pro nikoho doma
zpívají Pavlína Filipovská a soubor divadla Semafor, hraje Ferdinand Havlík se svým orchestrem

### Dobře placená procházka
1. Předehra
hraje Dalibor Brázda se svým orchestrem
2. Prolog: Aurea Prima (Jiří Šlitr / Ovidius)
zpívá Jaromír Mayer, hraje Milan Dvořák se svou skupinou
3. Nevyplacený blues
zpívají Jiří Suchý a Sbor Lubomíra Pánka, hraje Dalibor Brázda se svým orchestrem a Jaroslav Štrudl (sopránsaxofon)
4. Nejkrásnější krajina
zpívají Eva Pilarová, Jaromír Mayer a Sbor Lubomíra Pánka, hraje Dalibor Brázda se svým orchestrem
5. Je dusno a těžko
zpívají Eva Pilarová a Jiří Suchý, hraje Dalibor Brázda se svým orchestrem
6. Ty jsi švarná
zpívají Jiří Šlitr a Eva Pilarová, hraje Dalibor Brázda se svým orchestrem
7. Haleluja
zpívají Eva Pilarová, Naďa Urbánková, Jiří Suchý, Jiří Šlitr, Jaromír Mayer, hraje Dalibor Brázda se svým orchestrem
8. Proč je to tak
zpívají Naďa Urbánková, hraje Dalibor Brázda se svým orchestrem
9. Good Bye
zpívá Sbor Lubomíra Pánka, hraje Dalibor Brázda se svým orchestrem

bonusy
1. Klokočí, instrumentální verze
hraje Trio Milana Dvořáka
20. ledna 1964, studio Strahov
2. Blues pro tebe (Jiří Suchý / Jiří Suchý)
zpívá Jiří Suchý
22. září 1965, Alfa – Lo
3. Zčervená
zpívá Karel Štědrý, hraje Jiří Jirmal (kytara)
12. ledna 1965, Československý rozhlas
4. Tralala (Johnny Parker / Jiří Suchý)
zpívá Pavlína Filipovská, hraje Jiří Jirmal (kytara)
12. ledna 1965, Československý rozhlas
5. Miluj mne, nebo opusť (Walter Donaldson / Jiří Suchý)
zpívají Karel Gott a Karel Štědrý, hraje Bedřich Kuník (tenorsaxofon) a Taneční orchestr Československého rozhlasu, řídí Karel Krautgartner
27. dubna 1964, studio Strahov
6. Co se ve městě povídá
zpívají Eva Pilarová a Sbor Lubomíra Pánka, hraje Bohumil Zoula (housle) a Skupina Jiřího Šlitra
20. března 1965, studio Kobylisy
7. Amfora, lexikon a preparát
zpívají Eva Pilarová, Naďa Urbánková, hovoří Jiří Šlitr, hraje Taneční orchestr Československého rozhlasu, řídí Josef Vobruba
5. dubna 1965, Československý rozhlas
8. Slunce zhaslo dojetím
zpívají Naďa Urbánková a Sbor Lubomíra Pánka, hraje Ferdinand Havlík se svým orchestrem
27. září 1965, studio Kobylisy
9. Stárnutí
zpívá Eva Pilarová, hraje Karel Duba se svým orchestrem
9. září 1966, Československý rozhlas
10. Čekání na tetu
zpívá Jiří Suchý, hraje Ferdinand Havlík se svým orchestrem
27. září 1965, studio Kobylisy
11. Řada koní
zpívají Jiří Šlitr a Kühnův dětský sbor, sbormistr Markéta Kühnová, hraje Skupina Milana Dvořáka
9. července 1965, studio Kobylisy
12. Cecílie (Irving Caesar / Jan Werich)
zpívají Jiří Suchý a Sbor Lubomíra Pánka, hraje Karel Vlach se svým orchestrem
27. srpna 1965, Československý rozhlas
13. Nerýmovaná (Miloslav Ducháč a Vlastimil Hála / Jan Werich a Jiří Voskovec
zpívají Jiří Šlitr a Sbor Lubomíra Pánka, hraje Karel Vlach se svým orchestrem
8. března 1966, Československý rozhlas
14. Na louce zpívaj drozdi
zpívají Jiří Suchý a Lenka Hartlová, hraje Ferdinand Havlík se svým orchestrem
27. září 1965, studio Kobylisy
15. Ba ne, pane!
zpívají Jana Malknechtová, Jiří Suchý a Jiří Šlitr, hraje Milan Dvořák se svým orchestrem
9. července 1965, studio Kobylisy
16. Modré džínsy
zpívá Jiří Suchý, hraje Ferdinand Havlík se svým orchestrem
29. prosince 1965, studio Strahov
17. Vlny
zpívá Jaromír Mayer, hraje Ferdinand Havlík se svým orchestrem
29. prosince 1965, studio Strahov
18. Kytky se smály
zpívají Milan Drobný, Jaromír Mayer a Zuzana Burianová, hraje Ferdinand Havlík se svým orchestrem
22. listopadu 1965, studio Strahov

### Vánoční pohlednice
1. Vánoční pohlednice
zpívají Jiří Suchý a Sbor Lubomíra Pánka, hraje Orchestr Dalibora Brázdy
2. Nový nájemník
zpívá Magda Křížková, hraje Orchestr Dalibora Brázdy
3. Tommy (Vánoční kovbojská)
zpívají Jiří Suchý a Jiří Grossmann, hraje Country Beat Jiřího Brabce
4. Stříbrná tramvaj
zpívají Milan Drobný, Naďa Urbánková a Sbor Lubomíra Pánka, hraje Orchestr Dalibora Brázdy
5. Venku se zvolna šeří
zpívají Milan Drobný a Sbor Lubomíra Pánka, hraje Orchestr Dalibora Brázdy
6. Sedm dárků
zpívají Jiří Suchý a Sbor Lubomíra Pánka, hraje Orchestr Dalibora Brázdy
7. Já bych ráda do Betléma
zpívá Eva Pilarová, hraje Orchestr Dalibora Brázdy
8. Purpura
zpívají Jiří Suchý, Naďa Urbánková a Sbor Lubomíra Pánka, hraje Orchestr Dalibora Brázdy

bonusy
1. Klokočí, instrumentální verze
hraje Ferdinand Havlík se svým orchestrem
1963, místo nahrání neznámé
2. Dítě školou povinné
zpívají Jiří Suchý a Vokální kvintet Divadla Semafor, hraje Ferdinand Havlík se svým orchestrem
7. dubna 1965, studio Kobylisy
3. Člověk z půdy, fragment ze hry
účinkují Miroslav Horníček a Jiří Suchý
29. ledna 1965, studio Lucerna
4. Píseň o rose
zpívá Jiří Suchý, hraje Ferdinand Havlík se svým orchestrem
29. ledna 1965, studio Lucerna
5. Píseň o koni (Jiří Šlitr / William Shakespeare, překlad Jan Vladislav)
zpívají Jiří Suchý a Waldemar Matuška, hraje Ferdinand Havlík se svým orchestrem
13. února 1961, studio Strahov
6. Šest žen, fragment ze hry (1. monolog muže s knihou)
účinkuje Miroslav Horníček
5. ledna 1965, studio Lucerna
7. Kapka žárlivosti
zpívá Hana Hegerová, hraje Ferdinand Havlík se svým orchestrem
7. dubna 1965, studio Kobylisy
8. Šest žen, fragment ze hry (2. monolog muže s knihou)
účinkuje Miroslav Horníček
5. ledna 1965, studio Lucerna
9. Růžová pentle
zpívá Eva Pilarová, hraje Ferdinand Havlík se svým orchestrem
7. dubna 1965, studio Kobylisy
10. Malé kotě
zpívají Eva Pilarová a Sbor Lubomíra Pánka, hraje Ferdinand Havlík se svým orchestrem
7. dubna 1965, studio Kobylisy
11. Chybí mi ta jistota
zpívají Jiří Šlitr a Jiří Suchý, hraje Ferdinand Havlík se svým orchestrem
28. března 1962, studio Strahov
12. Jonáš a tingl-tangl, fragment z představení
účinkují Jiří Suchý a Jiří Šlitr
18. července 1962, divadlo Semafor
13. Tulipán
zpívá Jiří Suchý, hraje Ferdinand Havlík se svým orchestrem
22. listopadu 1962, studio Strahov
14. Labutí píseň
zpívají Jiří Suchý a Vlasta Kahovcová, hraje Taneční orchestr Československého rozhlasu, řídí Karel Krautgartner
3. ledna 1965, Československý rozhlas
15. Blues o světle
zpívá Jiří Suchý, hrají tympány: Ferdinand Havlík se svým orchestrem a Karel Turnovský (tympány)
20. února 1965, studio Kobylisy

### Zločin v šantánu
1. Kočičí bál
zpívají Jiří Šlitr a Jiří Suchý, hraje Filmový symfonický orchestr, řídí Štěpán Koníček
2. Balada pod šibenicí
zpívají Jiří Šlitr a Jiří Suchý, hraje Filmový symfonický orchestr, řídí Štěpán Koníček
3. Kolena
zpívá Eva Pilarová, hraje Filmový symfonický orchestr, řídí Štěpán Koníček
4. Poklad
zpívá Eva Pilarová, hraje Filmový symfonický orchestr, řídí Štěpán Koníček
5. Ach, miluji vás
zpívají Jiří Šlitr a Eva Pilarová, hraje Filmový symfonický orchestr, řídí Štěpán Koníček
6. Na shledanou
zpívá Jiří Suchý, hraje Filmový symfonický orchestr, řídí Štěpán Koníček
7. Mordsong, instrumentální
hraje Filmový symfonický orchestr, řídí Štěpán Koníček

bonusy
1. Kdo šetří má za tři (Jaroslav Ježek / Jiří Suchý)
zpívá Jiří Suchý, hraje Karel Vlach se svým orchestrem
19. dubna 1966, studio Strahov
2. Možná, že to netuší (Jaroslav Ježek / Jiří Suchý)
zpívá Jiří Suchý, hraje Karel Vlach se svým orchestrem
19. dubna 1966, studio Strahov
3. Madony na kolotoči (Zygmunt Konieczny / Jiří Suchý)
zpívá Hana Hegerová, hraje Milan Dvořák se svým orchestrem
6. června 1966, studio Strahov
4. Barová lavice
zpívá Hana Hegerová, hraje Milan Dvořák se svým orchestrem
14. června 1966, studio Strahov
5. Blázen a dítě (Jiří Suchý / Jiří Suchý)
zpívá Hana Hegerová, hraje Milan Dvořák se svým orchestrem
6. června 1966, studio Strahov
6. Písnička pro kočku
zpívají Milan Drobný a sbor, hraje Ferdinand Havlík se svým orchestrem
22. listopadu 1965, studio Strahov
7. Na vrata přibili můj stín
zpívá Milan Drobný, hraje Ferdinand Havlík se svým orchestrem
29. prosince 1965, studio Strahov
8. To nám, slečno, nedělejte
zpívá Zuzana Burianová a Sbor Lubomíra Pánka, hraje Ferdinand Havlík se svým orchestrem
29. prosince 1965, studio Strahov
9. Nedělejte ze mě chudinku
zpívají Zuzana Burianová a Sbor Lubomíra Pánka, hraje Ferdinand Havlík se svým orchestrem
19. ledna 1967, studio Dejvice
10. Muž a žena (hudba Francis Lai)
vokály Eva Olmerová a Jiří Suchý, hraje Ferdinand Havlík se svým orchestrem
12. června 1967, studio Dejvice
11. Obrať se s důvěrou (Charles Chaplin / Jiří Suchý)
zpívá Helena Blehárová, hraje Ferdinand Havlík se svým orchestrem
10. července 1967, Československý rozhlas
12. Ukrejvám rozpaky
zpívají Milan Drobný a Naďa Urbánková, hraje Orchestr Karla Krautgartnera, řídí Josef Vobruba
11. dubna 1968, Československý rozhlas
13. Slunce zhaslo dojetím
zpívá Eva Olmerová, hraje Karel Vlach se svým orchestrem
29. dubna 1968, Československý rozhlas
14. Oh, larydou
zpívají Milan Drobný a Sbor Lubomíra Pánka, hraje Milan Dvořák se svým orchestrem
24. června 1968, Československý rozhlas
15. Růže růžová
zpívá Milan Drobný, hraje Orchestr Karla Krautgartnera, řídí Josef Vobruba
12. července 1968, Československý rozhlas
16. Modrý tričko
zpívají Naďa Urbánková a Milan Drobný, hraje Karel Vlach se svým orchestrem
9. září 1968, Československý rozhlas
17. Láska a karty (Vladimír Vodička / Jiří Suchý)
zpívá Marta Kubišová, hraje Taneční orchestr Československého rozhlasu
18. března 1964, místo nahrání neznámé
18. Proč je to tak
zpívá Hana Hegerová, hraje Ferdinand Havlík se svým orchestrem
1967, místo nahrání neznámé

### Toulaví zpěváci
1. Píseň Hamleta o hvězdách (Jiří Suchý, Jiří Šlitr / Jiří Suchý, Jiří Šlitr)
zpívá Jiří Suchý, hraje Milan Dvořák se svým orchestrem
2. Píseň pro Hamleta
zpívá Jiří Suchý, hraje Skupina Jiřího Šlitra
3. Na vrata přibili můj stín
zpívá Jiří Suchý, hraje Orchestr Ferdinanda Havlíka
4. Máme rádi zvířata
zpívají Jiří Suchý a Lenka Hartlová, hraje Orchestr Ferdinanda Havlíka
5. Láska se nevyhne králi
zpívá Jiří Suchý, hraje skupina Skupina Jiřího Šlitra
6. Můra šedivá
zpívá Jiří Suchý, hraje Skupina Jiřího Šlitra
7. Pampeliška
zpívá Jiří Suchý, hraje Orchestr Ferdinanda Havlíka
8. Sádlo na chleba
zpívají Jiří Suchý a Zuzana Burianová, hraje Orchestr Ferdinanda Havlíka
9. Věštkyně (Jack Little, Ira Schuster / Jiří Suchý)
zpívá Jiří Suchý, hraje Skupina Jiřího Bažanta
10. Střevlík (Vladimír Vodička / Jiří Suchý)
zpívá Jiří Suchý, hraje Skupina Jiřího Bažanta
11. Modrá nálada (Duke Ellington, Irving Mills, Albany Bigard / Jiří Suchý)
zpívá Jiří Suchý, hraje Skupina Jiřího Bažanta
12. Magdaléna (Gus Kahn, Egbert van Alstyne, Tony Jackson / Jiří Suchý)
zpívá Jiří Suchý, hraje Skupina Jiřího Bažanta
13. Na rezavým dvojplošníku
zpívají Jiří Suchý a Lenka Hartlová, hraje Milan Dvořák se svým orchestrem
14. Potkala ryba papouška (Joe Darion, Larry Coleman, Norman Gimbel / Jiří Suchý)
zpívá Jiří Suchý, hraje Skupina Jiřího Šlitra

bonusy
1. Tak už to často v životě chodí (Bei mir bist du schön) (Sholom Sholem Secunda, Jacob Jacobs, Saul Chaplin, Sammy Cahn / Jiří Suchý)
zpívá Jiří Suchý, hraje Orchestr Ferdinanda Havlíka
1964, Alfa - Lo
2. Neotálej
zpívají Zuzana Burianová, Jiří Suchý a Sbor Lubomíra Pánka, hraje Ferdinand Havlík se svým orchestrem
19. ledna 1967, Studio Dejvice
3. Kdo ví...
zpívají Jiří Suchý a Sbor Lubomíra Pánka, hraje Ferdinand Havlík se svým orchestrem
19. ledna 1967, Studio Dejvice
4. Tulák
zpívají Lenka Hartlová a Jiří Suchý, hraje Ferdinand Havlík se svým orchestrem
19. ledna 1967, Studio Dejvice
5. Toulaví zpěváci
zpívají Lenka Hartlová a Jiří Suchý, hraje Ferdinand Havlík se svým orchestrem
19. ledna 1967, Studio Dejvice
6. Kamarádi
zpívají Jiří Suchý a Sbor Lubomíra Pánka, hraje Ferdinand Havlík se svým orchestrem
19. ledna 1967, Studio Dejvice
7. Mezi básníky (Jiří Suchý / Jiří Suchý)
zpívá Jiří Suchý, hraje Orchestr divadla Semafor, dirigent Ferdinand Havlík
22. září 1971, Mozarteum
8. Na rezavým dvojplošníku
zpívají Jiří Suchý, Monika Hálová, hraje Orchestr divadla Semafor, dirigent Ferdinand Havlík
22. září 1971, Mozarteum
9. Mrtvý vrabec (Josef Kainar / Josef Kainar)
zpívá Jiří Suchý, hraje Orchestr Gustava Broma
27. února 1969, Studio Dejvice
10. Bombardovací blues (Josef Kainar / Josef Kainar)
zpívá Jiří Suchý, hraje Orchestr Gustava Broma
27. února 1969, Studio Dejvice
11. Imperial blues (Josef Kainar / Josef Kainar)
zpívá Jiří Suchý, hraje Orchestr Gustava Broma
27. února 1969, Studio Dejvice
12. Kučeravý listonoš (Jerry Livingston, Mack David / Josef Kainar)
zpívá Jiří Suchý, hraje Orchestr Gustava Broma
20. července 1969, Studio Dukla Brno
13. Odjakživa mě to vábí (Slam Stewart, Slim Gaillard, Bud Green / Josef Kainar)
zpívá Jiří Suchý, hraje Orchestr Gustava Broma
20. července 1969, Studio Dukla Brno

### Jonáš a Dr. Matrace
1. Margareta
Jiří Suchý
2. Mississippi
Jiří Suchý a Jiří Šlitr
3. Kos
Jiří Suchý
4. Bledá slečna
Jiří Suchý
5. Jó, to jsem ještě žil
Jiří Suchý
6. Kubistický portrét
Jiří Suchý
7. Dialog
Jiří Suchý a Jiří Šlitr
8. Proti všem
Jiří Suchý a Jiří Šlitr

bonusy
1. Člověk, to zní hrdě
Jiří Suchý
2. Kdo chce psa bít, vždycky si hůl najde
Jiří Suchý
3. Pamatuju na to léto
M. Voborníková
4. Růžová známka
M. Voborníková
5. Vidle – Teplé prádlo
J. Suchý a J. Šlitr
6. Třešně
J. Suchý a M. Drobný
7. Klobouky
V. Křesadlová
8. Povídal nám jeden zpěvu znalec
V. Křesadlová a N. Urbánková
9. Blues pro tebe
J. Suchý
10. Zlomil jsem ruku tetičce
J. Suchý
11. Happy End
V. Křesadlová
12. Zpěváků a herců sbory
Semafor Girls
13. Na střeše světa
Semafor Girls
14. Pokud vám jde o děj
Semafor Girls
15. Jak se plaší zlé sny
Semafor Girls
16. Ornament
Semafor Girls
17. Plameny plápolají
Semafor Girls
18. Nevíme nic
Semafor Girls
19. Blázen a dítě
J. Suchý

### Ďábel z Vinohrad
1. Slavná obhajoba
Jiří Šlitr
2. Hovoří Jiří Suchý
3. Propil jsem gáži
Jiří Šlitr
4. Hovoří Jiří Suchý
5. Tragédie s máslem
Jiří Šlitr
6. Hovoří Jiří Suchý
7. Melancholické blues
Jiří Šlitr
8. Kdybyste nás totiž znali
Jiří Šlitr a Jiří Suchý
9. Jak se zachovat v případě požáru
Jiří Šlitr
10. Bíle mě matička oblékala
Jiří Šlitr
11. Strangers In The Night
Jiří Šlitr

bonusy
1. Golem
Jiří Suchý, Jiří Šlitr a Sbor Lubomíra Pánka
2. Krokodýl
Jiří Šlitr a Sbor Lubomíra Pánka
3. Tři tety
Jiří Šlitr
4. Ďábel z Vinohrad
Jiří Šlitr
5. Co jsem měl dnes k obědu
Jiří Šlitr a Sbor Lubomíra Pánka
6. Spánek má strýčka portýra
Sbor Lubomíra Pánka
7. Jonáš a tingl-tangl
Jiří Suchý a Jiří Šlitr
8. Jonáš a Dr. Matrace
Jiří Šlitr, Jiří Suchý a Miloslav Balcar

### Básníci a sedláci / Revizor v šantánu
1. Ouvertura
Ferdinand Havlík se svým orchestrem
2. Ša ba da ba da
Ferdinand Havlík, Eugen Jegorov, Tomáš Zemek a František Sojka
3. Áda
Semafor Girls
4. Jsem zakletá
Naďa Urbánková a Semafor Girls
5. Veselí kumpáni
Ferdinand Havlík, Eugen Jegorov a Tomáš Zemek
6. Básníci a sedláci
Ferdinand Havlík se svým orchestrem
7. Šantánová myš
Semafor Girls
8. Cirkus
Jiří Suchý a Monika Hálová
9. Píseň nastydlejch holek
Miluška Voborníková a Petra Černocká
10. Sláva a růže
Naďa Urbánková
11. Whisky dopita
Jiří Suchý a Věra Křesadlová
12. Končí divadlo
Jiří Suchý, Monika Hálová a Semafor Girls

bonusy
1. Líbej mne víc
Miluška Voborníková
2. Svatba
Miluška Voborníková
3. Možná, že právě ten
Jiří Suchý a Naďa Urbánková
4. Ještě je čas
Jiří Suchý
5. Zánovní růže
Hana Hegerová
6. Jehličí
Jiří Suchý a sbor
7. Rybí polévka
Jiří Suchý
8. Margareta – živě ze zkoušky
Jiří Suchý a Sbor divadla Semafor
9. Jó, to jsem ještě žil – živě ze zkoušky
Jiří Suchý
10. Kytka v květináči – živě ze zkoušky
Jiří Suchý a Sbor divadla Semafor
11. Kamarádi – živě ze zkoušky
Jiří Suchý
12. Ša ba da ba da – živě ze zkoušky
Ferdinand Havlík, Eugen Jegorov, Tomáš Zemek a František Sojka
13. Končí divadlo – živě ze zkoušky
Jiří Suchý, Monika Hálová a Semafor Girls

### Sardinka a jiné rarity
1. Léta dozrávání
Jiří Suchý
2. At The Jazz Band Ball
Czechoslovak Dixieland Band
3. Letní den
Akord club
4. Mám rád blues
Akord club
5. Sardinka
Jiří Suchý
6. Co se mi zdálo
Jiří Suchý
7. Proč nemám náladu
Akord club
8. Na nároží stánek stál
Akord club
9. Laterna Magika Finale
orchestrální skladba (J. Šlitr)
10. Písnička o hračkách
Zuzana Princová
11. Píseň o raketě
Dětský sbor
12. Pozdrav Gagarinovi
Jiří Suchý
13. Potkal jsem jelena
Jiří Šlitr
14. Striptýz
orchestrální skladba (FISYO)
15. Sádlo na chleba
Eva Pilarová
16. Píseň čtyřtaktní
Ljuba Hermanová
17. Takovou lásku, o jaké jsem snila
Naďa Urbánková a Jiří Suchý
18. Horečky
Jiří Suchý
19. Boubelatá Betty
Jiří Šlitr
20. Já jsem z Kutný Hory koudelníkova dcera
Věra Křesadlová
21. Vyznání lásky
Jiří Suchý
22. Siebenpunkt (Sluníčko)
Aťka Janoušková a Jiří Popper
23. Dass sie erröten kann (Zčervená)
Jiří Jelínek
24. Der letzte Schmetterling (Motýl)
Jiří Jelínek a Jana Malknechtová
25. Snowdrift Eyes (Oči sněhem zaváté)
Karel Gott
26. Tereza
Waldemar Matuška
27. Ou tu vas (Oči sněhem zaváté)
Nicole Felix a Bohuslav Kupšovský

Pokud není uvedeno jinak, jsou autory písní Jiří Šlitr (hudba) a Jiří Suchý (text).